# POD (roman)
Pour les articles homonymes, voir POD.
POD est le tout premier roman de Stephen Wallenfels, paru chez Hachette Jeunesse aux éditions Black Moon, autodidacte vivant à Washington ainsi que journaliste indépendant avec plus de 60 articles et des interviews à son actif. Il est également l'auteur d'histoires courtes publiées dans des magazines pour les enfants, adolescents et adultes.
Il adore les jeux de raquette. Il a une femme et un enfant. 
Le roman relate l'histoire de deux enfants, coincés l'un et l'autre, quelque part aux États-Unis, alors que dehors une invasions extraterrestre en cours la Terre. 

## Résumé
Josh a quinze ans. Megs en a douze. Josh vit à Washington ; Megs est coincée dans le parking d'un hôtel. Tous deux sont prisonniers : lui dans sa propre maison, avec son père et son chien, elle, seule, dans une voiture. Dehors, des Perles De La Mort (Perle of Death - POD ) sont apparues dans le ciel et zappent tous ceux qui osent s'aventurer dans la rue. Dans ce nouveau monde, un seul mot d'ordre : survivre... La fin de l'humanité. Ou peut-être son commencement ?

## Critique
Le livre a reçu des critiques relativement positives de la part des lecteurs, par l'écriture de Stephen Wallenfels dite très agréable à lire, fluide, qui ravis, en réclame une suite par sa fin assez "mystérieuse" et "étrange".
Il a obtenu une moyenne de 3,60⁄5 sur Goodreads (site de suggestions de livres)
Kirkus Reviews a indiqué « [...] c'est un monde nouveau que seuls les plus courageux peuvent vraiment y survivre. Écrit en courts chapitres, qui alternent entre Megs et Josh, ce premier tome saisit les lecteurs à la gorge dès la première page et ne le lâche jamais. Il est clair, qu'à la fin, il y a beaucoup plus à dire sur histoire, et on ne peut qu'espérer que la suite n'est pas loin derrière.» 

## Suite
Sur le site officiel de Stephen Wallenfels; celui-ci dit qu'il a récemment terminer sur la suite de POD qui se nommera : Monolith ; en Français cela pourrais se traduire : Monolithe.

## Traduction
Ce livre a été traduit en français par Alice Delarbre.

## Éditions
Il est présentement disponible chez Hachette, dans la collection Black Moon.

## Site officiel
- (en) Site officiel